# Manu Théron
Manu Théron (* 6. Juli 1969 in Briey) ist ein französischer Sänger.
Therón wuchs in Marseille und in Algerien auf und hatte ab dem siebenten Lebensjahr Klavierunterricht. Als Jugendlicher befasste er sich mit der okzitanischen Sprache und Lyrik. Anfang der 1990er Jahre reiste er vier Jahre durch Süditalien und Bulgarien, um die traditionelle Musik der Regionen kennen zu lernen.
1995 kehrte er nach Marseille zurück und widmete sich fortan dem okzitanischen Gesang und der okzitanischen Musik. 1995 gründete er das Vokaltrio Gacha Empega, vier Jahre später das polyphone Ensemble Lo Còr de la Plana, mit dem er internationale Tourneen unternahm. Außerdem wirkt er in einer Reihe anderer Formationen als musikalischer Berater oder künstlerischer Leiter mit, darunter Chin Na Na Poun, einer Gruppe, spezialisiert auf die Interpretation der Texte von Victor Gelu, Polifònic System, einer Gruppe für elektronische Musik, dem Frauenchor La Madalena und dem mediterranen Ensemble Sirventés.